# Ilija Goleniščev-Kutuzov
Ilija Goleniščev-Kutuzov ili Ilja Goleniščev-Kutuzov (ruski: Илья Николаевич Голенищев-Кутузов) (Natalino, Saratovska gubernija, 25. travnja 1904. – Moskva, 26. travnja 1969.) je bio ruski filolog, pjesnik, književni povjesničar i prevoditelj. 

## Životopis
Rođen je u mjestu Natalino, Saratovska gubernija, Rusko Carstvo 25. travnja 1904. godine. S obitelji emigrirao u Jugoslaviju 1920. godine. Diplomirao na Filozofskome fakultetu u Beogradu 1925., a doktorirao je na Sorbonnei 1933. godine. Bio je sveučilišni profesor u Beogradu, a nakon povratka u SSSR 1955. u Moskvi na Lomonsovu. Surađivao je u časopisima: Dubrovnik, Srpski književni glasnik, Strani pregled i dr. Poredbeno je proučavao romanske i slavenske književnosti te usmeno pjesništvo; preveo na ruski hrvatske renesansne pjesnike (1959.), Alkara Dinka Šimunovića i dr. Umro je u Moskvi 26. travnja 1969.